# Eleotris tubularis
Eleotris tubularis är en fiskart som beskrevs av Heller och Snodgrass, 1903. Eleotris tubularis ingår i släktet Eleotris och familjen Eleotridae. Inga underarter finns listade i Catalogue of Life.